# George Knudson
George Alfred Christian Knudson (* 28. Juni 1937; † 24. Januar 1989) war ein kanadischer Profigolfer. Er hält mit acht Turniersiegen auf der PGA Tour den Rekord für den erfolgreichsten kanadischen Golfspieler.

## Karriere
Knudson wuchs in Winnipeg, Manitoba auf und lernte das Golfspiel im St. Charles Country Club. Er gewann 1954 und 1955 Manitoba Junior Championships und 1955 die Canadian Junior Championship. 1958 zog er nach Toronto und arbeitete im Oakdale Golf Club. Er gewann die Manitoba Open 1958, 1959 und 1960 und die Ontario Open 1960, 1961, 1971, 1976 und 1978.
Zwischen 1961 und 1972 gewann er acht Turniere auf der PGA Tour. Er gewann fünfmal die kanadische PGA-Meisterschaft und gewann 1968 mit Al Balding den World Cup. Knudsons letzter offizieller PGA TOUR-Sieg war das Kaiser Invitational im Oktober 1972. Knudson hätte jedoch in der nächsten Woche beim Sahara Invitational fast noch einmal gewonnen. Nach einem 65-70-66 führte er mit 15-unter-Par in die letzte Runde, aber eine 76er in der letzten Runde ließ ihn mit 11-unter auf den geteilten siebten Platz fallen. Knudsons beste Platzierung in einer Major-Meisterschaft war ein Unentschieden auf dem zweiten Platz beim Masters-Turnier 1969, einen Schlag hinter Champion George Archer. Knudsons Birdie-Putt am 72. Loch, um Archer zu binden, kam 3 Zoll zu kurz. Bei sieben Masters-Teilnahmen erzielte Knudson drei Top-10-Platzierungen, darunter den 10. Platz bei seinem Debüt 1965 und den 6. Platz ein Jahr später.
Knudson beendete seine Karriere im Turniergolf Ende der 1970er Jahre und begann mit Erfolg, Golf in einer Einrichtung in der Gegend von Toronto zu unterrichten. Seine Unterrichtsmethoden wurden seitdem von der Canadian PGA übernommen. Mit Lorne Rubenstein schrieb er ein Buch, The Natural Golf Swing (ISBN 0-7710-4534-4). 1988 wurde er in die Hall of Fame der Royal Canadian Golf Association, die Manitoba Sports Hall of Fame und das Museum aufgenommen und zum Mitglied des Order of Canada ernannt. Er wurde 1969 in Kanadas Sports Hall of Fame und 1996 in die Ontario Sports Hall of Fame aufgenommen.

## Privatleben
Knudson war lange ein starker Raucher und spielte meistens mit angezündeter Zigarette, die er Kette rauchte. 1987 wurde bei ihm Lungenkrebs diagnostiziert. Er erholte sich gut genug, um 1988 am Liberty Mutual Legends of Golf Senior-Turnier teilzunehmen. Kurz darauf wurde entdeckt, dass sich der Krebs auf sein Gehirn ausgebreitet hatte. George Knudson starb im Januar 1989 im Alter von 51 Jahren und wurde auf dem Mount Pleasant Cemetery in Toronto beigesetzt.

## Schlagtechnik
George Knudson erweiterte die Theorien von Ben Hogan zum Golfschlag auf einer Ebene um einige Details. Sein Stand war breiter und sein Oberkörper mehr vorgebeugt. Kritiker geben an, dass Knudson ein wesentlich besseres langes Spiel als Ben Hogan hatte, jedoch einfach nur ein sehr schlechter Putter war.